# Abitab
Abitab é uma empresa uruguaia do setor de serviços financeiros, que atua na intermediação de pagamentos, cobranças e transferências monetárias.

## História
A empresa foi fundada em 1993 por um grupo de agentes oficiais de loterias (quinielas) de Montevidéu, com o objetivo de criar uma rede de pontos de atendimento voltada à prestação de serviços financeiros no Uruguai.
Segundo dados da própria empresa, a rede passou a operar com mais de 480 filiais em todo o território nacional — aproximadamente 240 localizadas em Montevidéu e outras 240 em mais de 100 localidades do interior.
Entre os serviços oferecidos estão o pagamento de contas de concessionárias públicas e privadas, recebimento de benefícios sociais, depósitos e transferências financeiras tanto nacionais quanto internacionais.